# Veličani (Republika Serbska)
Veličani (cyr. Величани) – wieś w Bośni i Hercegowinie, w Republice Serbskiej, w mieście Trebinje. W 2013 roku liczyła 40 mieszkańców.